# Doggers Bay
Die Doggers Bay ist eine vereiste, 26 km lange und 8 km breite Bucht an der Lars-Christensen-Küste des ostantarktischen Mac-Robertson-Lands. Sie liegt zwischen der Foley Promontory und der Landon Promontory auf der Westseite des Amery-Schelfeises.
Luftaufnahmen aus dem Jahr 1956 einer Kampagne der Australian National Antarctic Research Expeditions (ANARE) dienten ihrer Kartierung. Eine vom Glaziologen  Ian Hamilton Landon-Smith (* 1937) geleitete ANARE-Mannschaft besuchte sie mit Hundeschlitten im November 1962. Das Antarctic Names Committee of Australia (ANCA) benannte sie nach dem englischen Slangbegriff Doggers für eine Hundeschlittenmannschaft.